# شکلات پوششی

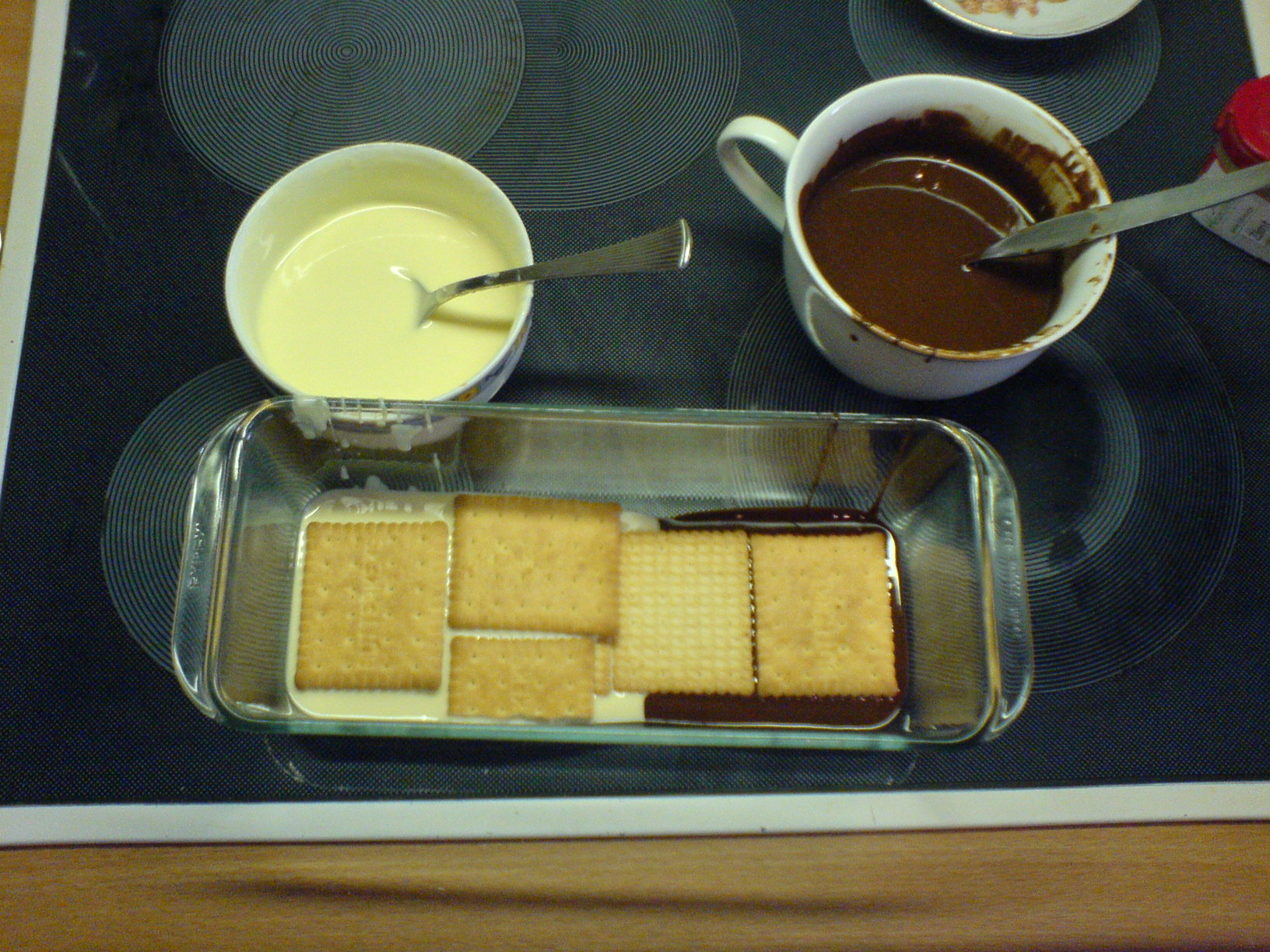
شکلات پوششی

شکلات پوششی (به انگلیسی: Couverture Chocolate) (به فرانسوی: Chocolat de couverture) نوعی شکلات است که در صنعت شیرینی سازی و کیک کاربرد زیادی دارد و دارای مقادیر بالایی از چربی است. couverture به زبان فرانسوی به معنای پوشش است. درصد کره کاکائو در این شکلات بیشتر از ۳۱ درصد و درصد کاکائو بیش از ۳۵ درصد است. درصد بالای چربی موجود در این شکلات امکان پخش آن را بروی کیک به وجود می‌آورد.  